# Kalgeh (ort i Iran)
Kalgeh (persiska: کلگه) är en ort i Iran.   Den ligger i provinsen Khuzestan, i den centrala delen av landet, 500 km söder om huvudstaden Teheran. Kalgeh ligger 580 meter över havet och antalet invånare är 191.
Terrängen runt Kalgeh är kuperad åt nordost, men åt sydväst är den platt. Runt Kalgeh är det ganska tätbefolkat, med 60 invånare per kvadratkilometer. Närmaste större samhälle är Bāgh-e Malek, 9,0 km öster om Kalgeh. Omgivningarna runt Kalgeh är i huvudsak ett öppet busklandskap.